# Beck Isle Museum

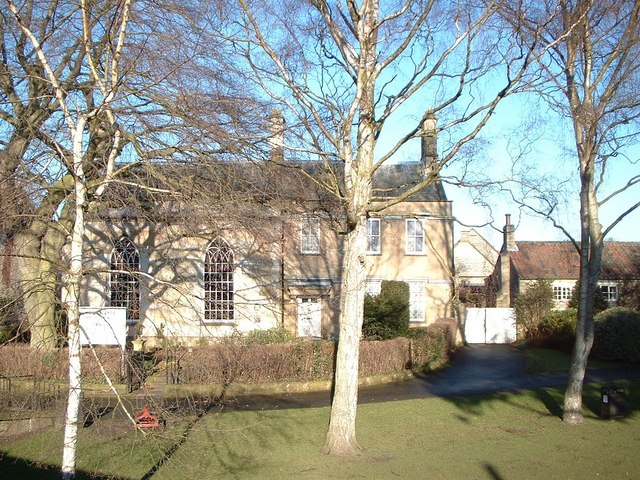
Hauptgebäude des Museums

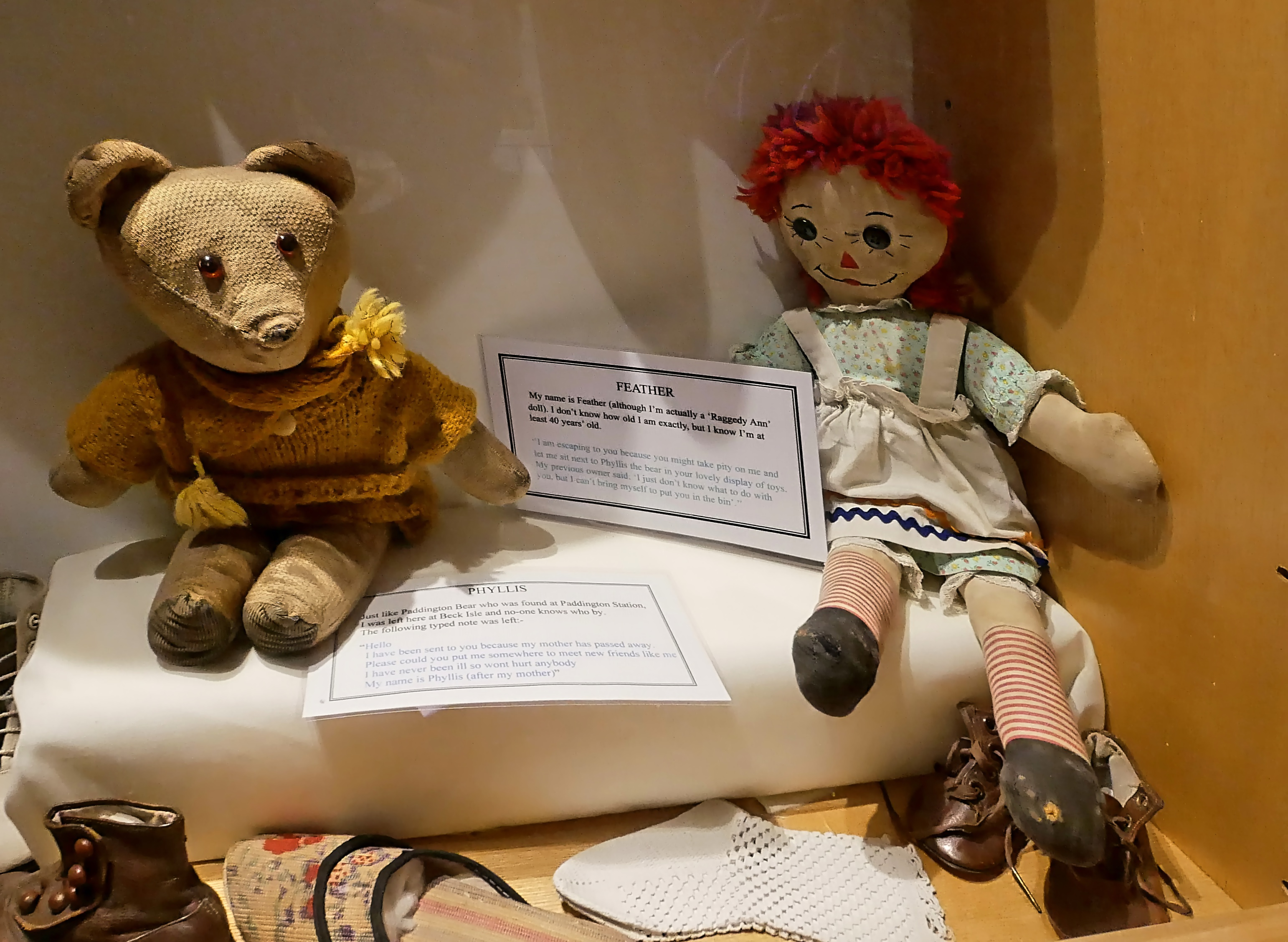
Puppen

Das Beck Isle Museum ist das Heimatmuseum der Stadt Pickering im Vereinigten Königreich in der englischen Grafschaft North Yorkshire und ist ein im Vereinigten Königreich akkreditiertes Museum. Das Museum wurde 1967 gegründet stellt die Geschichte der Stadt Pickering im 19. und 20. Jahrhundert  dar.

## Lage und Gebäude
Das Museum befindet sich auf einer Terrasse oberhalb des Flüsschens Beck. Diese kann bei Hochwasser zu einer Insel werden. Ganz in der Nähe liegt der Endbahnhof des North Yorkshire Moors Railway. Das Grade II denkmalgeschützte Hauptgebäude wurde ursprünglich als Gewerbeschule geplant. Hinter dem Haupthaus reihen sich um einen Innenhof mehrere Nebengebäude.

## Ausstellungen
Im Hauptgebäude, in dem sich auch der Museumseingang befindet, sind die Räume als historische Wohnräume und Geschäfte  eingerichtet. Man findet eine Druckerei, einen Friseur, eine Apotheke, einen Schuhmacher, den Schankraum einer Bahnhofsgaststätte, eine Ausstellung von Musikinstrumenten des 18. und 19. Jahrhunderts sowie Räume für Sonderausstellungen. Weiterhin besitzt das Museum eine teilweise ausgestellte Sammlung von Bildern des Pickeringer Fotografen Sydney Smith (1884–1958). Im Innenhof sind landwirtschaftliche Geräte ausgestellt. In den den Innenhof umgebenden Nebengebäuden finden sich Werkstätten von Handwerkern, landwirtschaftliche Geräte und eine ausführliche Ausstellung zum ehemaligen Bergbau und den verschwundenen Bergwerksbahnen in den North York Moors.

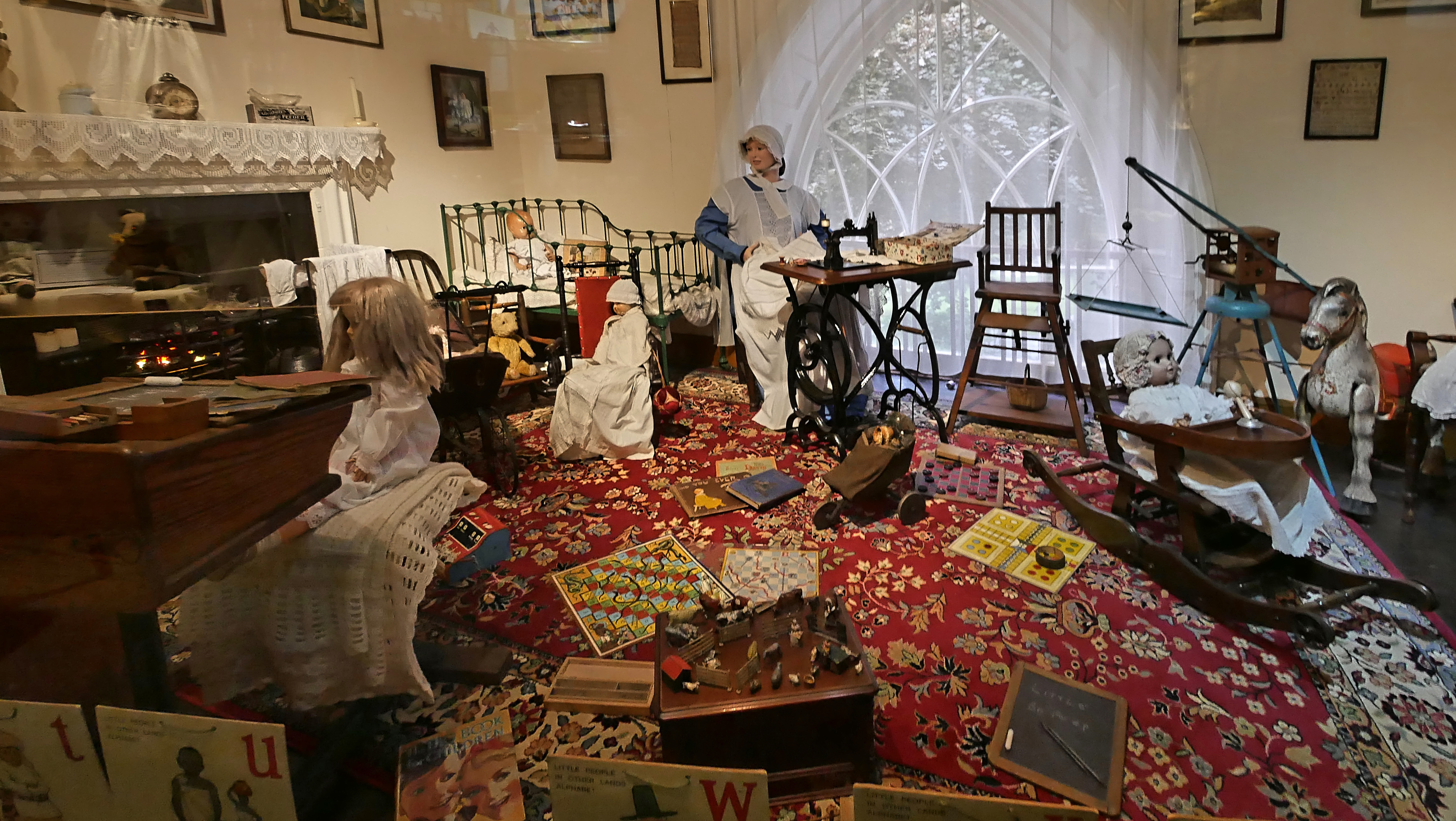
Wohnzimmer
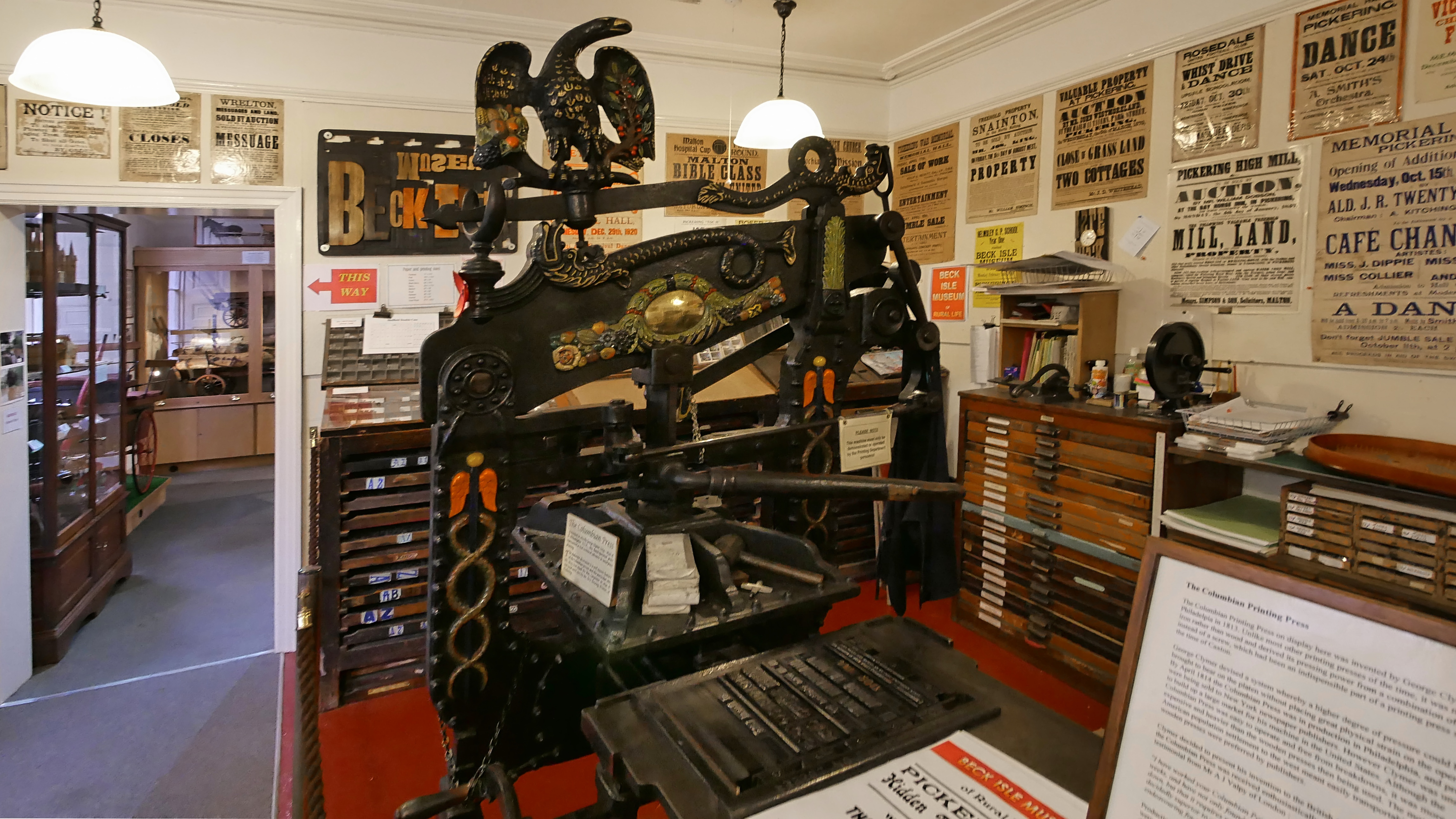
Buchbinderpresse
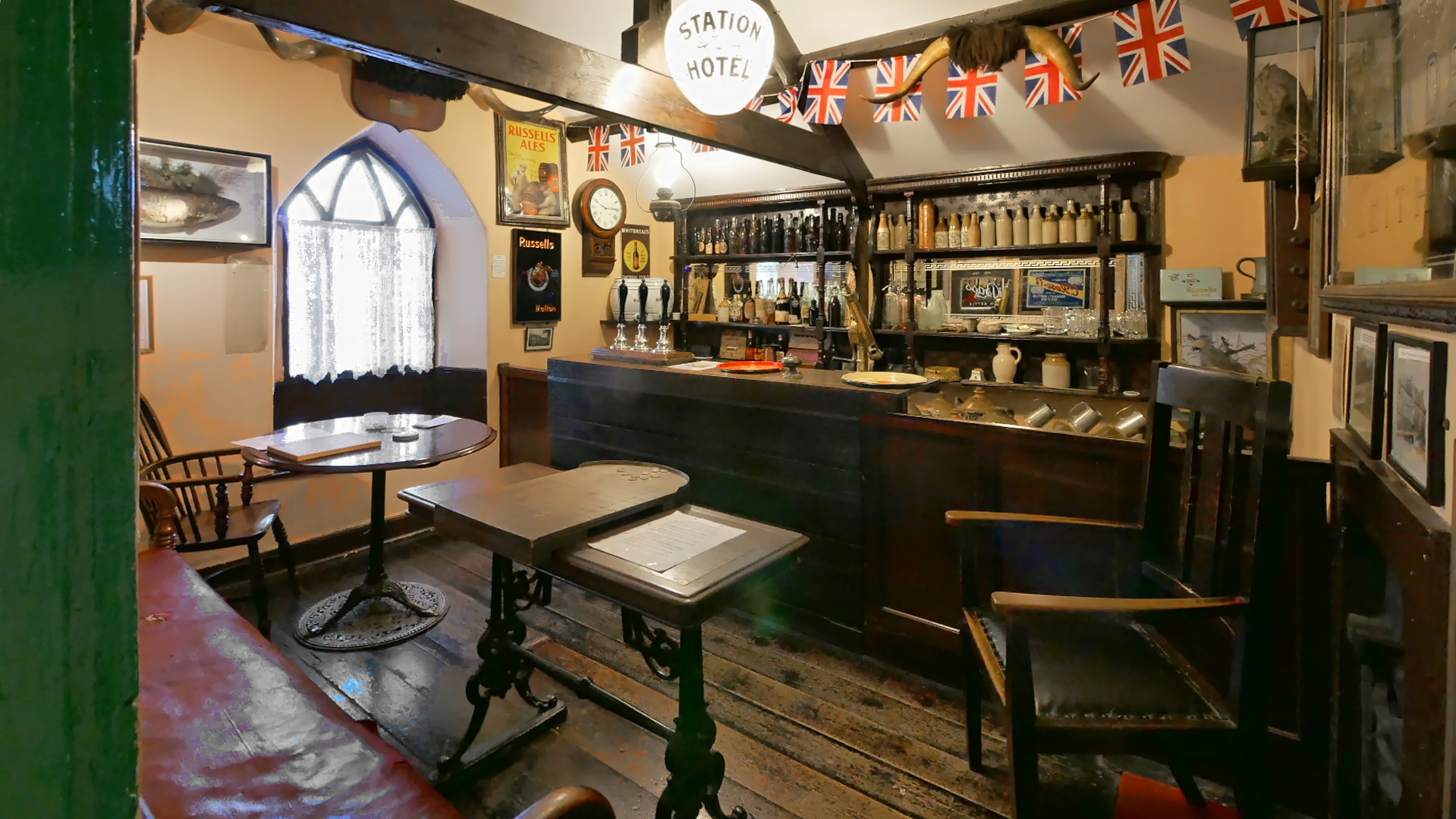
Bahnhofsgasthaus
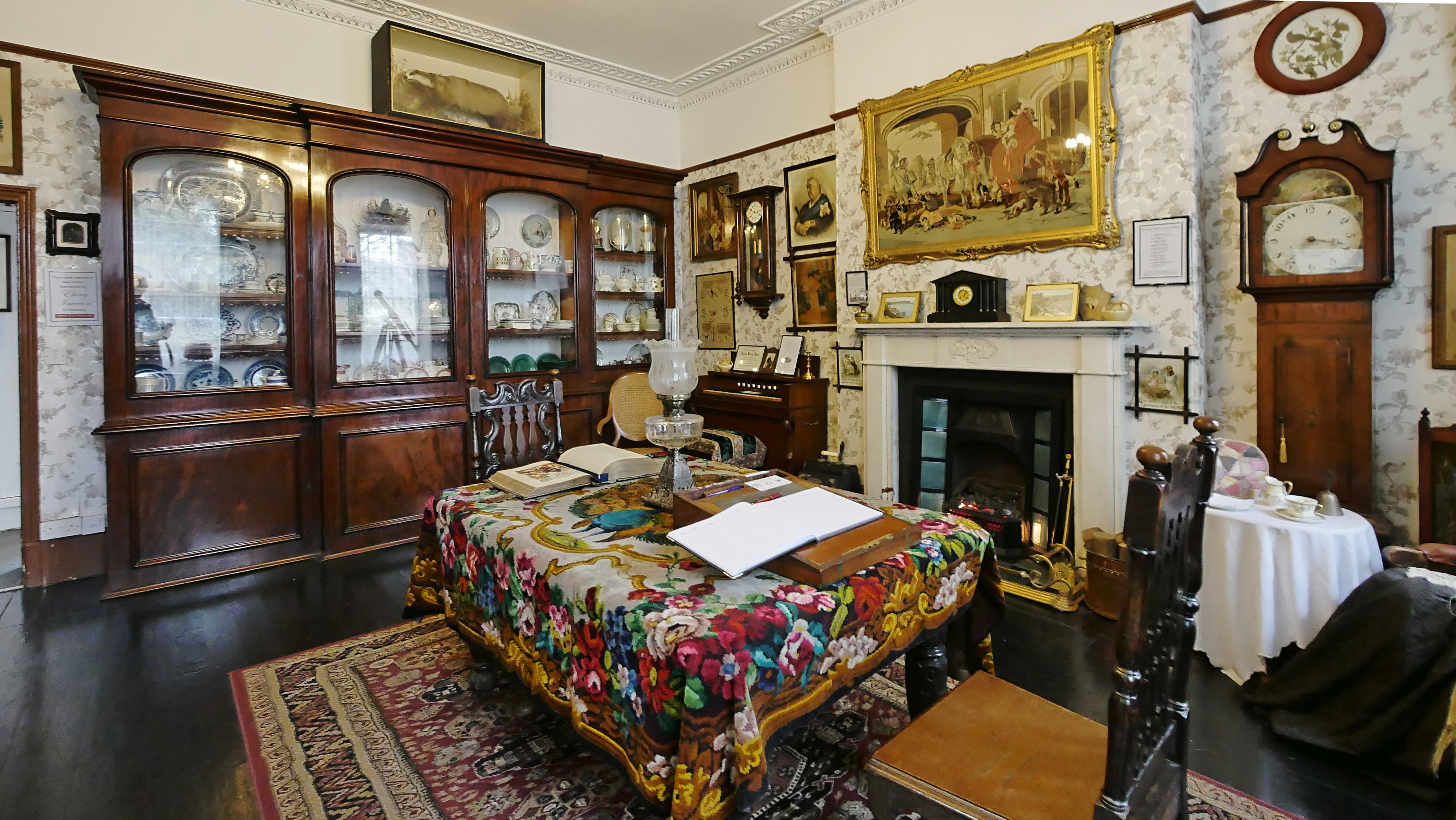
Wohnzimmer
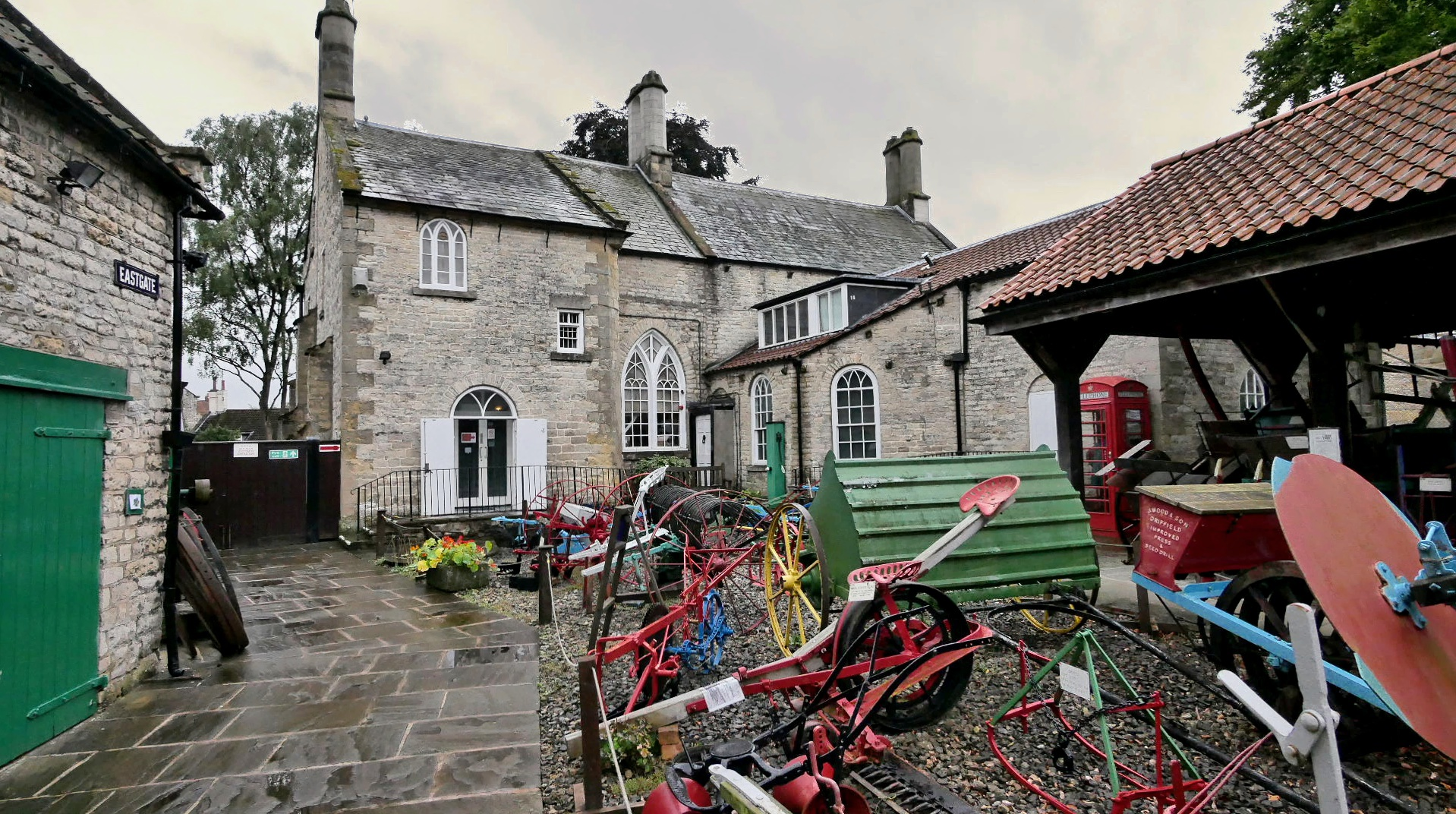
Innenhof
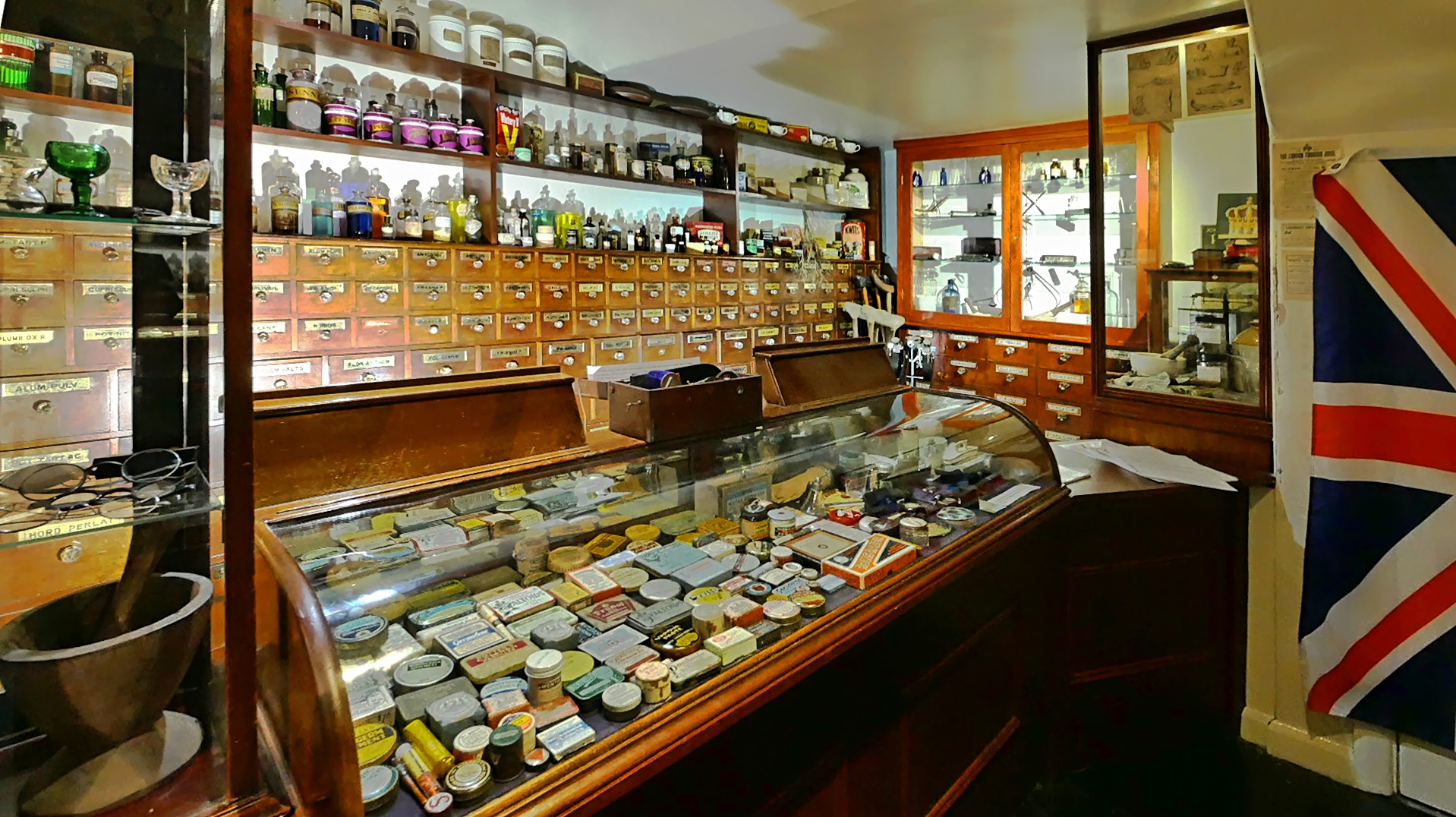
Apotheke
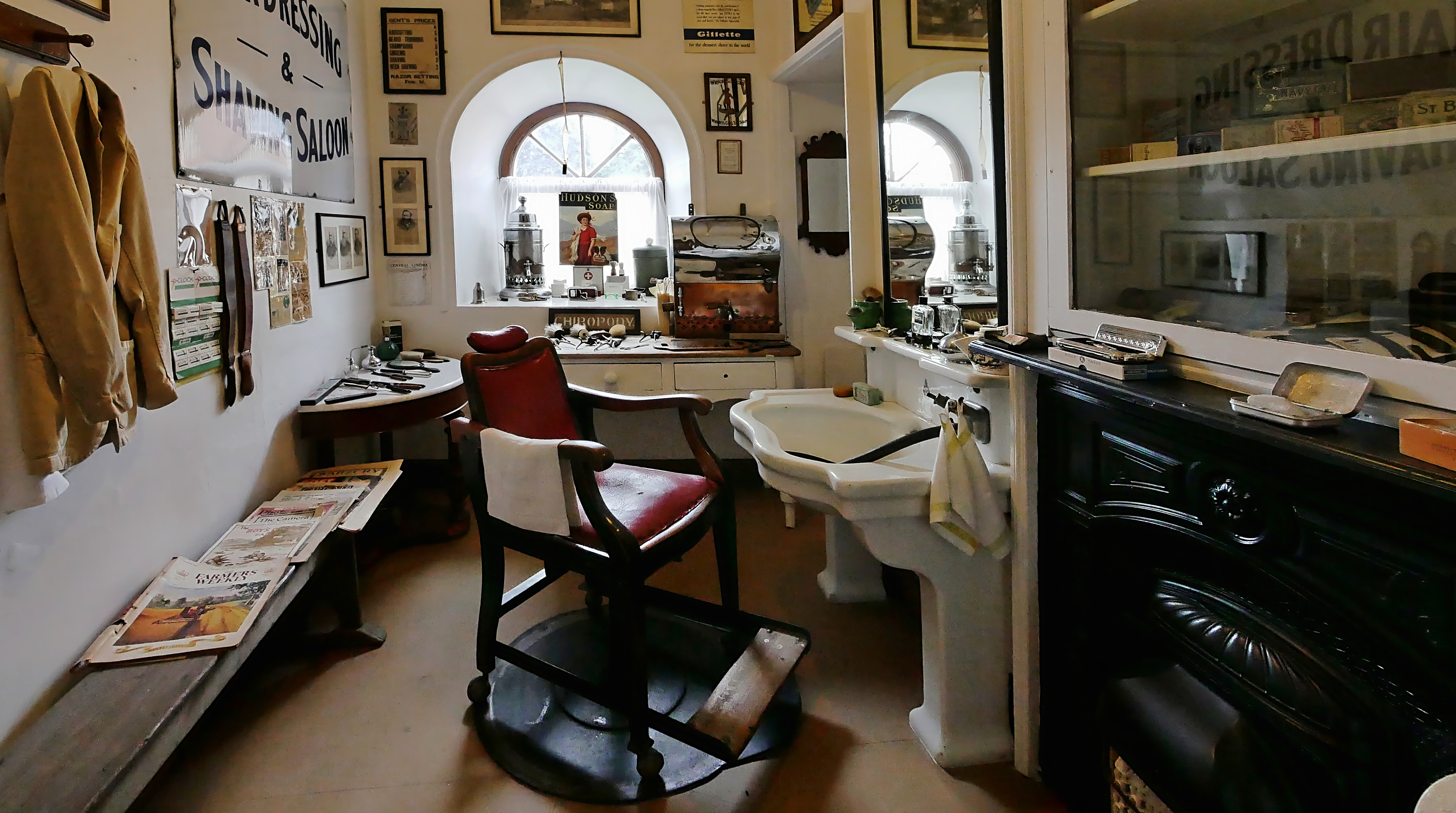
Friseur
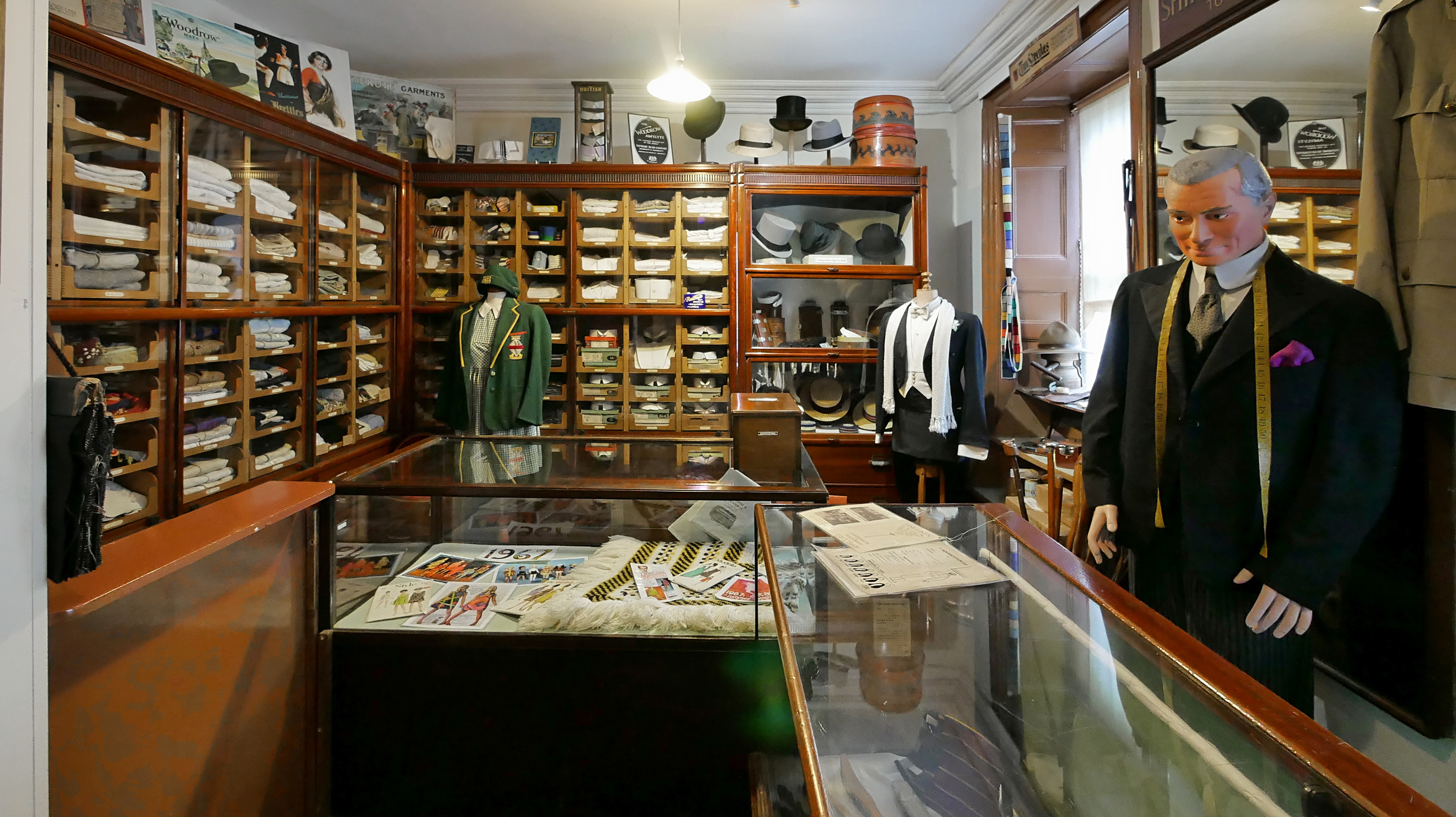
Schneider

## Forschungsprojekte, Veranstaltungen und Museumspädagogik
Das Museum führt regelmäßige Forschungsprojekte zur Geschichte von Pickering durch. 2017 war beispielsweise das Thema die Kriegsheimkehrer aus dem Ersten Weltkrieg. Das Museum und museumspädagogische Programme für Schulkinder. In der Saison von Mai bis Oktober führt das Museum etwa zweimal im Monat eine Sonderveranstaltung durch.